# ミレイア・ララグナ
ミレイア・ララグナ（Mireia Lalaguna Royo、1992年11月21日 - ）は、スペインの女優・モデル。2015年、ミス・ワールド優勝（スペイン代表として初）。

## 経歴
1992年11月21日、バルセロナ県サン・ファリウ・ダ・リュブラガートに生まれる。
バルセロナ大学で薬学の学士号と修士号を取得する。
2014年、Miss Atlántico Internacional 2014で優勝。
2015年10月24日、バルセロナを代表してMiss World Spain 2015に出場。優勝。特別賞のMiss Luxuryも受賞。この時身に着けていたドレスはTina Olariがデザインしたもの。
12月19日、ミス・ワールド2015優勝。Top model部門の第1位にも選ばれる。スピーチで審査員を感動させたようだ、とする報道もある。
自身の優勝を受けて、次のようなコメントを残した：
ミスとしての任期の間、 インドネシア、プエルト・リコ、米国（複数回）、インド、ケニア、中国（複数回）、ロシア、フィリピン、韓国、英国、南アフリカ、ガーナ、メキシコ、ブラジル、イタリア、ジャージー、スペインを歴訪した。

## 人物
ミス・ワールド受賞当時、栄養学の修士号取得を目指して勉強中と報じられた。
趣味は読書、ランニング、スキー。西・英・仏・カタルーニャ語を話す。

### 私生活
2017年5月の報道によると、メキシコ在住のドミニカ人俳優カルロス・デ・ラ・モタと交際していた。